# Li Jun Li
Li Jun Li (Shanghai, 6 novembre 1983) è un'attrice statunitense.
È conosciuta per la sua interpretazione di Iris Chang nella serie Quantico, Rose Cooper nella serie The Exorcist e Jenny Wah nella serie Wu Assassins.

## Biografia
Li è nata a Shanghai, in Cina, e si è trasferita a New York nel 1992 dove ha trascorso diversi anni durante l'infanzia. Si è diplomata presso il corso di danza del Fiorello H. LaGuardia High School's.
Li ha fatto il suo primo passo nel mondo della recitazione, al fianco di Matthew Morrison, nella rappresentazione teatrale di South Pacific di Rodgers e Hammerstein al Lincoln Center di New York. In seguito a questo primo successo, ha interpretato vari ruoli in numerose serie televisive tra cui Blue Bloods (2010), Damages (2011), The Following (2013) e Minority Report (2015). Nel 2016 Li è stata scelta per il ruolo ricorrente della recluta dell'FBI Iris Chang, nella serie thriller della ABC Quantico. Nello stesso anno, è entrata a far parte del procedural NBC Chicago P.D. nella quarta stagione.
Il 26 luglio 2017 Deadline ha annunciato che Li si sarebbe unita nel cast principale della seconda stagione della serie televisiva Fox, The Exorcist nel ruolo di Rose Cooper. Il 15 gennaio 2019 è stato annunciato che Li era stata scelta per interpretare il ruolo di Jenny Wah nella serie Netflix Wu Assassins.

## Filmografia

### Cinema
- Xu Wu Di Ai, regia di Yizhi Yang (2008)
- Rompicapo a New York (Casse-tête chinois), regia di Cédric Klapisch (2013)
- Song One, regia di Kate Barker-Froyland (2014)
- The Humbling, regia di Barry Levinson (2014)
- Front Cover, regia di Ray Yeung (2015)
- Dove eravamo rimasti (Ricki and the Flash), regia di Jonathan Demme (2015)
- Construction, regia di Malcolm Goodwin (2015)
- Babylon, regia di Damien Chazelle (2022)
- I peccatori (Sinners), regia di Ryan Coogler (2025)

### Televisione
- Blue Bloods – serie TV, 1 episodio (2010)
- Body of Proof – serie TV, 1 episodio (2011)
- Una vita da vivere (Once Life to Live) – soap opera, 1 puntata (2011)
- Law & Order: Criminal Intent – serie TV, 1 episodio (2011)
- How to Make It in America – serie TV, 1 episodio (2011)
- Damages – serie TV, 12 episodi (2011-2012)
- Smash – serie TV, 1 episodio (2012)
- Freestyle Love Supreme – film TV (2012)
- Americana – film TV (2012)
- The Following – serie TV, 4 episodi (2013)
- Hostages – serie TV, 1 episodio (2013)
- Hatfields & McCoys – miniserie TV (2013)
- Unforgettable – serie TV, 1 episodio (2014)
- For Real – film TV (2015)
- Minority Report – serie TV, 10 episodi (2015)
- One Bad Choice – serie TV, 1 episodio (2015)
- Billy & Billie – serie TV, 9 episodi (2015-2016)
- Chicago P.D. – serie TV, 5 episodi (2015-2016)
- Chicago Fire – serie TV, 1 episodio (2016)
- Quantico – serie TV, 12 episodi (2016-2017)
- Blindspot – serie TV, 7 episodi (2017)
- The Exorcist – serie TV, 10 episodi (2017)
- Gone – serie TV, 1 episodio (2018)
- Wu Assassins – serie TV, 9 episodi (2019)
- Why Women Kill – serie TV, 3 episodi (2019)
- Evil – serie TV, 5 episodi (2019-2022)
- Sex/Life – serie TV, 8 episodi (2021-2023)
- Diavoli (Devils) – serie TV, 8 episodi (2022)

## Riconoscimenti
- Screen Actors Guild Award
  - 2023 - Candidatura al miglior cast cinematografico per Babylon

## Doppiatrici italiane
Nelle versioni in italiano delle opere in cui ha recitato, Li Jun Li è stata doppiata da:
- Alessia Amendola in Quantico, The Exorcist, I Peccatori
- Valentina Mari in Babylon, Chicago P.D.
- Valentina Favazza in Minority Report
- Elena Perino in The Following
- Valeria Vidali in Blindspot
- Gaia Bolognesi in Wu Assassins
- Ughetta D'Onorascenzo in Sex/Life
- Domitilla D'Amico in Diavoli
- Valentina Stredini in Florida Man
- Erica Necci in Evil